# Daniel Saldaña París
Daniel Saldaña París (Ciudad de México, 1984) es un escritor —poeta, ensayista y novelista— y traductor mexicano, autor de la novela En medio de extrañas víctimas (Sexto Piso, 2013) y del libro de ensayos narrativos Aviones sobrevolando un monstruo (Anagrama, 2021). Ha sido miembro de los programas de Jóvenes Creadores (2006–2007 y 2016–2017) y de Residencias Artísticas (2012) del Fondo Nacional para la Cultura y las Artes. También ha sido becario por parte de la Fundación para las Letras Mexicanas durante el período de 2007 a 2009. En 2020 ganó, junto a Chloe Aridjis, el Premio de Literatura Eccles Centre & Hay Festival. Actualmente trabaja como editor del Periódico de Poesía de la UNAM.

## Biografía
Nació en la Ciudad de México en 1984. A muy temprana edad se mudó a Cuernavaca, Morelos. En esa ciudad, a la edad de 17 años, fueron publicados sus primeros poemas en una revista local de difusión cultural. 
Estudió Filosofía en la Universidad Complutense de Madrid, por lo que vivió cuatro años en España. Fue secretario de redacción de la versión española de la revista Letras Libres, para la que realizaba reseñas de arte y en la cual aprendió el oficio editorial.  Tras su regreso a México, realizó publicaciones en revistas como Oráculo, Punto de Partida y Tierra Adentro, editada por CONACULTA.
Su primer libro es Esa pura materia (UACM, 2008), poemario con el cual ganó el Premio Nacional de Poetas Jóvenes Jaime Reyes, otorgado por la Universidad Autónoma de la Ciudad de México. En 2012 publicó su segundo poemario titulado La máquina autobiográfica (Bonobos Editores, 2012), posteriormente reeditado en Chile por Los Libros de la Mujer Rota. Sus poemas han sido antologados en Divino tesoro: muestra de nueva poesía mexicana, La edad de oro (UNAM, 2012) y Familiaridades/Extrañamientos: Muestra de literatura joven de México (Ediciones Sin Nombre/Fundación para las Letras Mexicanas, 2013). Como narrador, fue antologado en Voces -30: nueva narrativa latinoamericana (eBooks Patagonia, 2014), con prólogo y selección de Claudia Apablaza, y en México20: New Voices, Old Traditions (Pushkin Press, 2015).
Además de su trayectoria literaria, ha desarrollado proyectos como el Método universal de poesía derivada, proyecto que articula la poesía, la fotografía y herramientas digitales. En 2014 incursionó en el mundo del arte contemporáneo con su pieza No quiero saber nada de mí mismo, compuesta por cuatro cuadernos con sus manuscritos borrados con corrector líquido. La pieza fue exhibida en la exposición Todos los originales serán destruidos, realizada en la galería House of Gaga, misma en la que participaron otros escritores como Luigi Amara, Sergio Loo, Maricela Guerrero, Mónica Nepote y Luis Felipe Fabre.
La revista Sada y el Bombón lo consideró en 2014 como uno de los autores más importantes de la literatura mexicana contemporánea junto a Valeria Luiselli, Fernanda Melchor, Carlos Velázquez, Inti García Santamaría y Paula Abramo.
En noviembre de 2021 quedó finalista del Premio Herralde con su novela El baile y el incendio.

## Obras

### Poesía
- Esa pura materia, (UACM, México, 2008)
- La máquina autobiográfica (Bonobos, México, 2012; Los Libros de la Mujer Rota, Santiago de Chile, 2019)
- Doce en punto. Poesía chilena reciente (UNAM, México, 2012)

### Narrativa
- Un nuevo modo. Antología de narrativa mexicana actual (UNAM, México, 2012)
- En medio de extrañas víctimas (Sexto Piso, México, 2013) - Among Strange Victims (Coffee House Press, Minneapolis, 2016) - Parmi d'étranges victimes (Métailié, París, 2019)
- El nervio principal (Sexto Piso, México, 2018) - Ramifications (Coffee House Press, Minneapolis, 2020; Charco Press, Edinburgo, 2020) - La linea madre (Chiarelettere, Milán, 2019) - Plier bagage (Métailié, París, 2021)
- Aviones sobrevolando un monstruo (Anagrama, Barcelona, 2021)
- El baile y el incendio (Anagrama, Barcelona, 2021)